# Zwiastowanie (obraz Jacopa Tintoretta)
Zwiastowanie (wł. Annunciazione) – obraz włoskiego malarza Jacopa Tintoretta.
Na parterze Scuola Grande di San Rocco, Tintoretto namalował kilka obrazów charakteryzujących się niestarannym wykonaniem, spowodowanym pewnie pośpiechem i dość zaskakującą kompozycją. Mankamenty widać głównie w Zwiastowaniu i w Ucieczce do Egiptu.
Użyta na obrazie wyjątkowa perspektywa ustawia widza w powietrzu, przez co scena oglądana jest nieco z góry, i nadaje jej większej intymności. Sama scena Zwiastowania rozgrywa się w ubogim domu, widoczne są stare zniszczone ściany i krzesła. Nad sceną widoczny jest natomiast bogaty wenecki sufit, a łóżko zakrywa czerwona jedwabna zasłona kontrastująca tu z otoczeniem.

Motyw przedstawiony na obrazie został zaczerpnięty z Nowego Testamentu z Ewangelii Łukasza. Giovanni Marinoni, wenecki mnich, podzielił go na osiem części. Tintoretto namalował drugi etap: pozdrowienie Marii: 

Ona zmieszała się na te słowa i rozważała, co miałoby znaczyć to pozdrowienie. (Łk. 1,26)

 W malarstwie późnego średniowiecza na północ od Alp poczęcie przedstawiano za pomocą promienia skierowanego w stronę Marii. Tintoretto zamienił tu promień na falliczne wizerunki małych putt, pod koniec przechodzących w Ducha Świętego w postaci gołąbka.